# ایان بنی ورث
ایان بنی ورث (انگلیسی: Ian Bennyworth؛ زادهٔ ۱۵ ژانویهٔ ۱۹۶۲) بازیکن فوتبال اهل بریتانیا است.
از باشگاه‌هایی که در آن بازی کرده‌است می‌توان به باشگاه فوتبال هال سیتی، باشگاه فوتبال هارتل پول یونایتد، باشگاه فوتبال نانیتون تاون، باشگاه فوتبال گینزبورو ترینیتی، و باشگاه فوتبال بوستون یونایتد اشاره کرد.